# Die Wespe (Roman)
Die Wespe oder Der Stich der Wespe (Originaltitel: The Wasp) ist ein 1957 veröffentlichter Science-Fiction-Roman von Eric Frank Russell.

## Inhalt
Die Menschheit ist im Krieg mit Außerirdischen und bildet Agenten aus, die auf die Planeten der Feinde eingeschleust werden. Da die Außerirdischen nur eine andere Farbe haben als die Menschen und ihre Sprache viele unterschiedliche Dialekte aufweist, ist das nicht schwer.
In verschiedenen Stadien wird beschrieben, wie die Wespe in einem Ein-Mann-Guerillakrieg mit Stichen eine Überreaktion der Behörden erzeugt. Ein paar Flugblätter hier und da, ein paar mit Falschgeld gekaufte Morde, und schon wird in der Vorstellung ein Mann zu einer ganzen Untergrundorganisation, die einen ganzen Apparat beschäftigt hält, der sich so nicht mehr um die Verteidigung des Planeten kümmern kann.
Obwohl die Wespe immer wieder in brenzlige Situationen kommt, geht der Plan schließlich auf und die Menschen können den Planeten erobern.

## Ausgaben
- US-Erstausgabe: The Wasp. Avalon Books, 1957.
- UK-Erstausgabe: The Wasp. Dennis Dobson, 1958.
- Taschenbuch: Wasp. Gollancz SF Masterworks, 2013, ISBN 978-0-575-12904-7.
- E-Book: WASP. Pollinger in Print, 2009, ISBN 978-0-85764-705-4.
- Deutsch: Die Wespe. Übersetzt von Walter Ernsting. Moewig (Terra Sonderband #55), 1962.
- Neuübersetzung: Der Stich der Wespe. Übersetzt von Ute Seeßlen. Ullstein 2000 #46 (2965), 1973, ISBN 3-548-02965-5.